# Platycephala xui
Platycephala xui är en tvåvingeart som beskrevs av Shu Wen An och Yang 2008. Platycephala xui ingår i släktet Platycephala och familjen fritflugor. Inga underarter finns listade i Catalogue of Life.